# Arkitektkontor

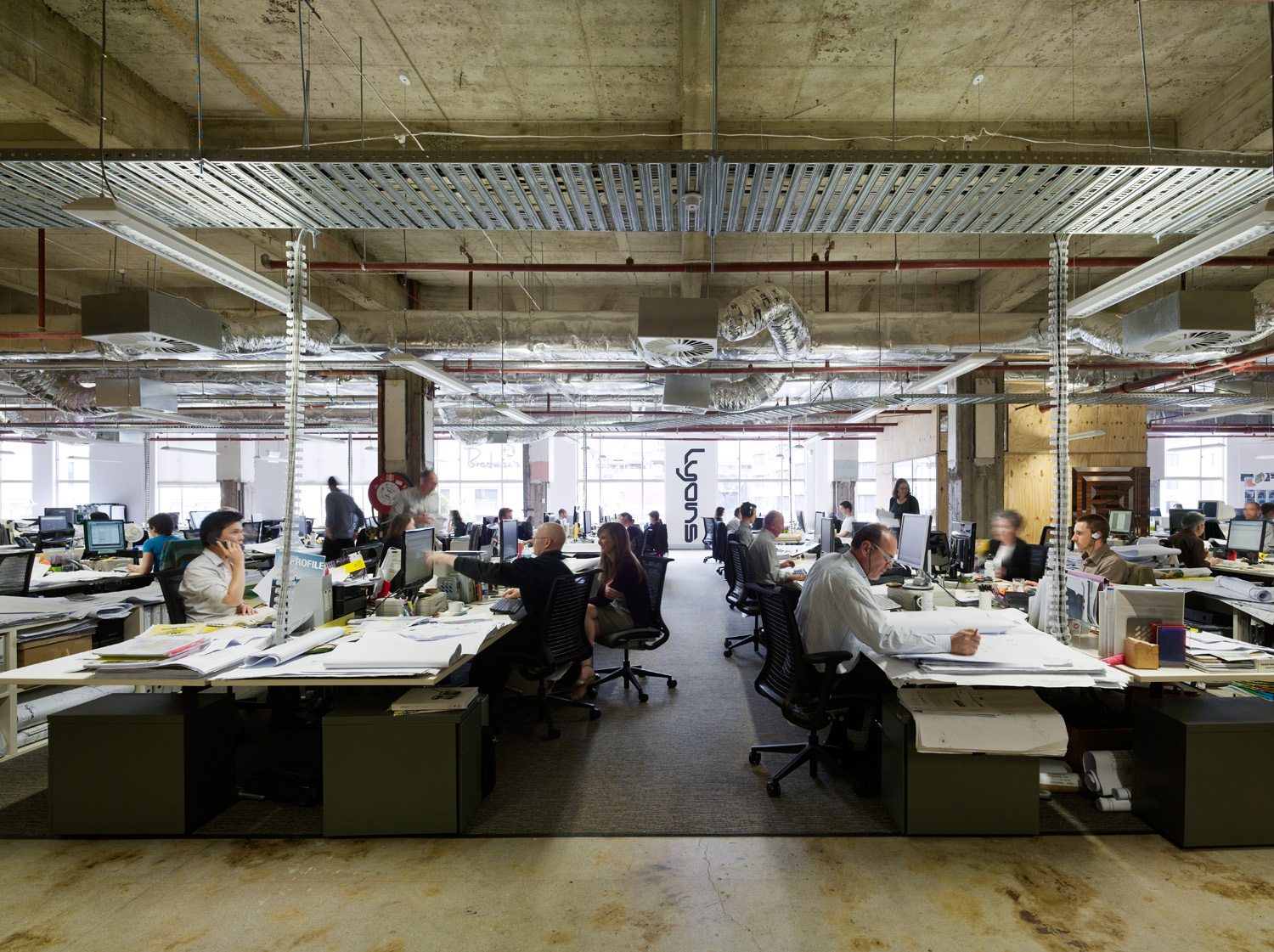
Ett modernt arkitektkontor i Lyon.

Ett arkitektkontor (äldre form arkitektbyrå) är ett konsultföretag där en eller flera arkitekter mot betalning erbjuder tjänster inom området arkitektur och byggnad.
Ett arkitektkontor kan drivas av en enda person eller ett kollektiv av delägare. Beroende på kontorets inriktning (byggnader, inredning eller landskapsgestaltning) sysselsätter ett arkitektkontor i regel specialiserade medarbetare. Arkitektkontorets uppdragsgivare är en byggherre eller beställare. Till arkitektkontorets vanliga uppgifter hör att i samarbete med byggherren visa på alternativa lösningar, idéer och skisser och sedan renrita förslaget. Ritarbetet och visualisering sker inte längre med linjal och vinkelhake utan med hjälp av Computer-aided design och animation.  
Gällande husbyggnad avslutas i Sverige arkitektkontorets uppdrag ofta med så kallade huvudritningar (ritningar i skala 1:100) och att ansöka om bygglov. I andra länder, exempelvis Tyskland, brukar arkitektkontorets medarbetare för byggherrens räkning följa och övervaka hela byggprocessen fram till invigningen. 
I Sverige finns idag (2018) drygt 200 certifierade arkitektkontor. Bland stora svenska arkitektkontor kan nämnas Kooperativa förbundets arkitektkontor (KFAI) som på 1930-talet sysselsatte över 70 medarbetare och var då Sveriges största i sitt slag. 1981 upphörde KFAI som eget bolag. Till ett av Europas äldsta, fortfarande verksamma arkitektkontor räknas Tengbom arkitekter som startades 1906 av Ivar Tengbom. Bland Sveriges äldsta, fortfarande verksamma arkitektkontor finns White Arkitekter grundat 1951 och Fredblad Arkitekter också grundat 1951.

## Äldre arkitektkontor (urval)

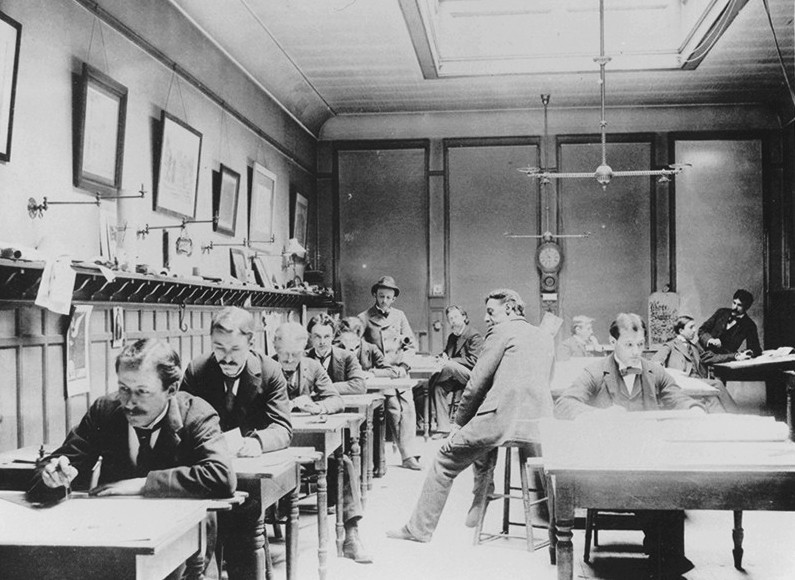
Arkitektkontor i Wisconsin omkring 1900.
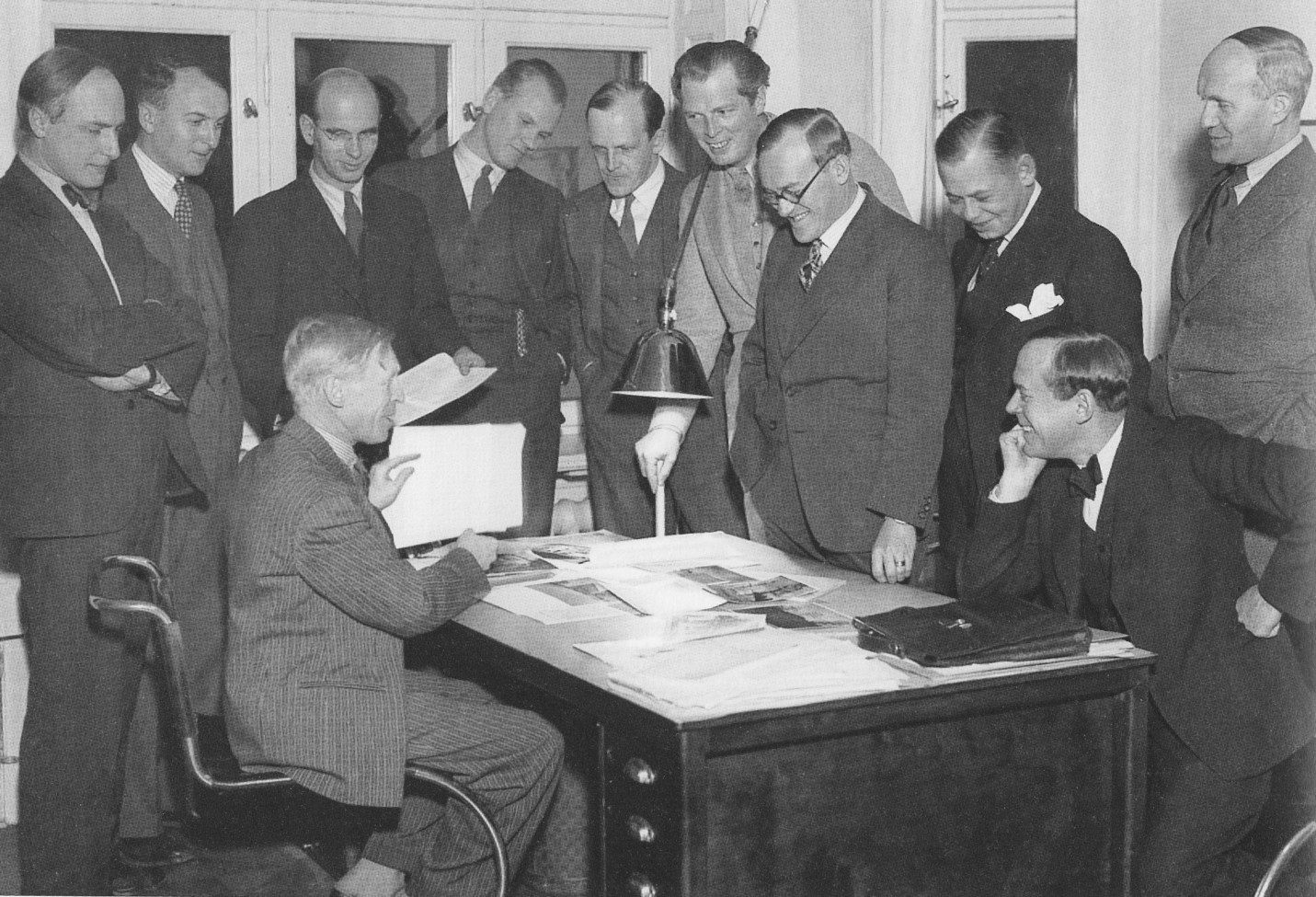
Medarbetare på KFAI, 1930-tal.
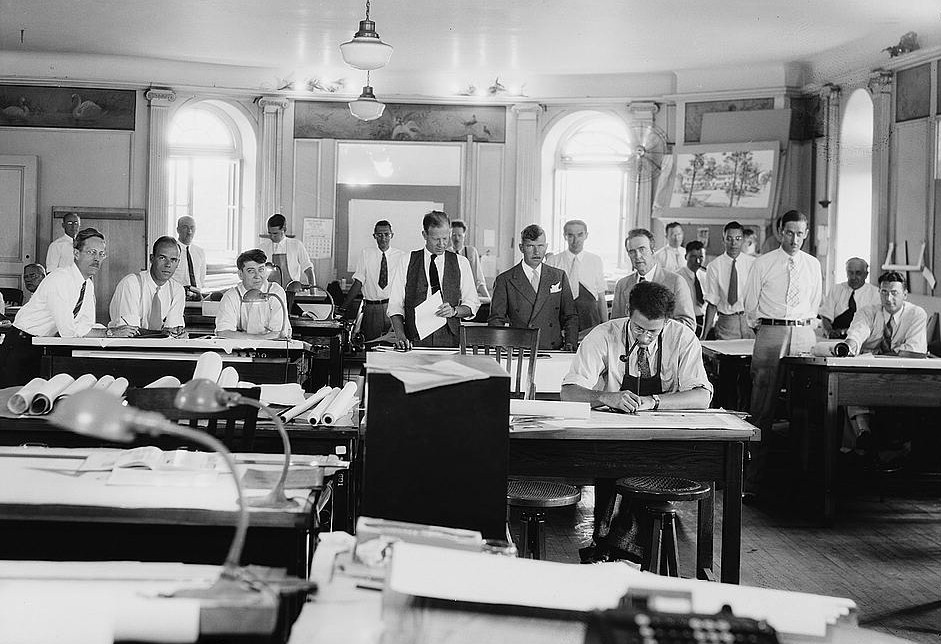
Arkitektkontor i 1940-talets USA.
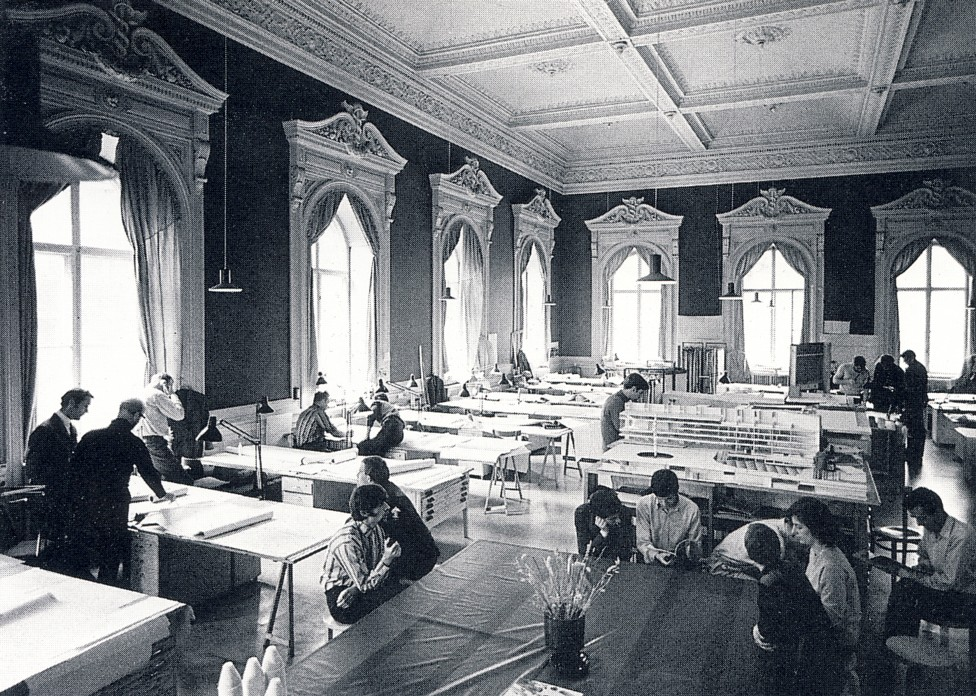
Peter Celsings arkitektkontor 1967.